# Kanonheiliger
Kanonheilige sind Heilige, deren Namen im römischen Ritus im ersten Hochgebet der heiligen Messe, dem Canon Missae, und im Hochgebet des ambrosianischen Ritus genannt werden. Auch in der Anaphora im Byzantinischen Ritus werden Namen von Heiligen erwähnt.

## Aufbau und theologische Aussage der beiden Heiligenreihen im Canon missae
Zwei Teile des Canon Missae enthalten Listen mit Namen von Heiligen: der nach seinen Anfangsworten Communicantes („In Gemeinschaft“) genannte Abschnitt vor der Wandlung und der Abschnitt Nobis quoque peccatoribus („Auch uns, deinen sündigen Dienern“) nach der Wandlung. Beide Gebete richten sich mit einer Bitte an Gott. Die Heiligen werden in „erinnerndem Anruf“ an Gott genannt, der ihre Fürsprache (Interzession) annehmen möge: „Blicke auf ihr heiliges Leben und Sterben und gewähre uns auf ihre Fürsprache in allem deine Hilfe und deinen Schutz.“

### Communicantes
Das Gebet Communicantes im ersten Teil des Canon missae schließt an an das Gebet Memento, Domine, famulorum famularumque tuarum et omnium circumstantium („Gedenke deiner Diener und Dienerinnen und aller, die hier versammelt sind“). In der Verbindung der beiden Gebete kommt der Gedanke der Gemeinschaft der Heiligen zum Ausdruck: die Einheit der Eucharistie feiernden Gemeinde, ja der gesamten irdischen Kirche im Memento, Domine und der „himmlischen Kirche der vollendeten Heiligen“ im Communicantes. Die opfernde Gemeinde der heute Lebenden „steht nicht allein, sondern gehört zum großen Volk der Erlösten“, der bereits Verstorbenen.
Im Communicantes werden 26 Heilige genannt: die Eltern Jesu und zweimal zwölf Namen. Die Nennung der Heiligen beginnt mit Communicantes et memoriam venerantes [Virginis Mariae et beati Ioseph], die Reihe der Heiligen wird im Genitiv angeschlossen, wörtlich: „Indem wir Gemeinschaft haben und das Gedächtnis [der Jungfrau Maria und des heiligen Josef] verehren.“ Die heutige deutsche Fassung „In Gemeinschaft mit der ganzen Kirche gedenken wir“ sieht in der „ganzen Kirche“ die irdische und die himmlische Kirche.

„Communicántes, et memóriam venerántes, in primis gloriósæ semper Vírginis Maríæ, Genitrícis Dei et Dómini nostri Jesu Christi: sed et beati Joseph, eiusdem Virginis Sponsi, et beatórum Apostolórum ac Mártyrum tuórum, Petri et Pauli, Andréæ, Jacóbi, Joánnis, Thomæ, Jacóbi, Philíppi, Bartholomæi, Matthæi, Simónis, et Thaddæi: Lini, Cleti, Cleméntis, Xysti, Cornélii, Cypriáni, Lauréntii, Chrysógoni, Joánnis et Pauli, Cosmæ et Damiáni: et ómnium Sanctórum tuórum; quorum méritis precibúsque concédas, ut in ómnibus protectiónis tuæ muniámur auxílio. Per eúndem Christum, Dóminum nostrum. Amen.“

„In Gemeinschaft mit der ganzen Kirche gedenken wir deiner Heiligen. Wir ehren vor allem Maria, die glorreiche, allzeit jungfräuliche Mutter unseres Herrn und Gottes Jesus Christus. Wir ehren ihren Bräutigam, den heiligen Josef, deine heiligen Apostel und Märtyrer: Petrus und Paulus, Andreas, Jakobus, Johannes, Thomas, Jakobus, Philippus, Bartholomäus, Matthäus, Simon und Thaddäus, Linus, Kletus, Klemens, Xystus, Kornelius, Cyprianus, Laurentius, Chrysogonus, Johannes und Paulus, Kosmas und Damianus und alle deine Heiligen; blicke auf ihr heiliges Leben und Sterben und gewähre uns auf ihre Fürsprache in allem deine Hilfe und deinen Schutz.“

### Nobis quoque peccatoribus
Nach der Wandlung folgen am Ende des Canon missae 15 Namen im Gebet Nobis quoque peccatoribus: Johannes der Täufer und zweimal sieben Namen, außerdem werden abschließend „alle deine Heiligen“ genannt. An die Bitte an Gott um partem aliquam et societatem („Anteil und Gemeinschaft“) schließen sich die Namen mit cum („mit“, mit Ablativ) an: „Anteil und Gemeinschaft mit deinen heiligen Aposteln und Märtyrern“. Dem Gebet geht das Memento voran, das Gebet für die Verstorbenen, „die uns mit dem Zeichen des Glaubens vorangegangen und im Frieden entschlafen sind“. Die Eucharistie feiernde Gemeinde erbittet für sie von Gott den „Ort der Erquickung, des Lichtes und des Friedens“ und nun anschließend im Nobis quoque peccatoribus auch für die Lebenden einen Anteil mit den Heiligen im Himmel. Nach ostkirchlichen Vorlagen kommt die biblische Verbindung von Eucharistie und ewigem Leben zum Ausdruck (siehe Joh 6,48–51 ).:309

„Nobis quoque peccatóribus fámulis tuis, de multitúdine miseratiónum tuárum sperántibus, partem áliquam et societátem donáre dignéris, cum tuis sanctis Apóstolis et Martýribus: cum Joánne, Stéphano, Matthía, Bárnaba, Ignátio, Alexándro, Marcellíno, Petro, Felicitáte, Perpétua, Ágatha, Lúcia, Agnéte, Cæcília, Anastásia, et ómnibus Sanctis tuis: intra quorum nos consórtium, non æstimátor mériti, sed véniæ, quæsumus, largítor admítte. Per Christum, Dóminum nostrum.“

„Auch uns, deinen sündigen Dienern, die auf deine reiche Barmherzigkeit hoffen, gib Anteil und Gemeinschaft mit deinen heiligen Aposteln und Märtyrern:
Johannes, Stephanus, Matthias, Barnabas, Ignatius, Alexander, Marcellinus, Petrus, Felicitas, Perpetua, Agatha, Luzia, Agnes, Cäcilia, Anastasia und mit allen deinen Heiligen; wäge nicht unser Verdienst, sondern schenke gnädig Verzeihung und gib uns mit ihnen das Erbe des Himmels. Darum bitten wir durch unseren Herrn Jesus Christus.“

## Entstehung und Struktur der Namenreihen
Als Vorbild für die jeweils zweiteiligen Namenslisten gelten die seit dem 4. Jahrhundert vor allem im ostkirchlichen Raum entstehenden Diptychen, Namenslisten von Verstorbenen und Lebenden auf Klapptafeln, die im Gottesdienst verlesen wurden. In manchen Messriten, etwa im Ostsyrischen Ritus, umfassten sie mehrere hundert Namen; die Aufnahme in ein Diptychon entsprach der späteren westkirchlichen Heiligsprechung, die Streichung konnte Exkommunikation bedeuten. Im westkirchlichen Ritus war die Namensnennung Verstorbener zu dem Zeitpunkt noch nicht üblich, lediglich Namenslisten lebender Spender wurden verlesen.:200f. und 201 Anm. 7

### Communicantes
Die Namensreihe des Communicantes hat die zweifache Zwölfzahl, angeführt von der Gottesmutter Maria (der erst von Papst Johannes XXIII. der hl. Joseph hinzugefügt wurde). Es sind zwölf Apostel und zwölf Märtyrer, die Zahl der Ältesten in der Offenbarung des Johannes (Offb 4,10 ; 5,8 ).
Als erste dürften Maria, Petrus und Paulus, Xystus und Laurentius, Cornelius und Cyprian in das Communicantes aufgenommen worden sein, die um 500 in Rom besonders verehrt wurden. Im Lauf des 6. Jahrhunderts kamen die anderen Apostel und weitere Märtyrer hinzu; die Verehrung von Bekennern war zu der Zeit im Christentum noch nicht üblich. Die Ergänzung und Formung der beiden Zwölferlisten ist wohl auf Papst Gregor den Großen (590–604) zurückzuführen. Die Liste der zwölf Apostel enthält auch Paulus, nicht jedoch Judas Iskariot und auch nicht dessen Ersatz Matthias, der im Nobis quoque peccatoribus genannt wird. Die Reihenfolge der Apostel weicht von den biblischen (Mt 10,2–4 , Mk 3,16–19 , Lk 6,13–16 ) und anderen Apostellisten ab: Dass Paulus gleich nach Petrus genannt wird, entspricht dem sonst Üblichen, im Übrigen sind im Wesentlichen die Apostel Thomas und Jakobus der Jüngere vorgezogen und folgen gleich auf Jakobus und Johannes. Die Liste der Märtyrer ist hierarchisch gegliedert: Auf fünf Päpste folgen ein Bischof, dann zwei Kleriker und vier Laien.:218ff. Außer Kosmas und Damian stammten die Märtyrer aus dem Westen; insbesondere handelt es sich bei dem außer Rom genannten Bischofssitz um den seinerzeit wohl zweitbedeutendsten westlichen, nämlich Karthago (nebenbei die alte Feindin Roms).
In der Folgezeit wurde die Namensliste des Communicantes im römischen Messkanon mancherorts nicht als abgeschlossen betrachtet, sondern etwa im fränkischen Raum zum Teil beträchtlich erweitert, etwa um die Namen von Heiligen wie Augustinus, Benedikt oder Martin von Tours oder Patrone der Region oder der Diözese. Spätestens seit dem Missale Romanum von Papst Pius V. 1570 gilt die Liste des Canon missae mit 25 Namen,:220ff. ab 1962 mit dem hl. Joseph sind es 26.

### Nobis quoque peccatoribus
Das Nobis quoque peccatoribus enthielt anfangs nur einzelne Namen; die ersten beiden, Johannes und Stephanus, wurden im 4. Jahrhundert auch im alexandrinischen Hochgebet genannt und können als „alter Grundstock des gemeinsamen Gebetsgutes der römischen und alexandrinischen Kirche“:315 angesehen werden. Die einleitende Nennung der heiligen Apostel und Märtyrer ist römische Prägung und entspricht dem Communicantes. Die ersten Namen dürften bereits im Lauf des 5. Jahrhunderts wegen ihrer hohen Verehrung in Rom Eingang in das Gebet gefunden haben, und zwar neben dem Täufer Johannes und dem Erzmartyrer Stephanus der „noch übrige“ Apostel Matthias, der ebenfalls für gewöhnlich als Apostel titulierte Barnabas und der bedeutendste unmittelbar nachapostolische ostkirchliche Kirchenvater Ignatius sowie die aus Rom stammenden Heiligen Petrus, Marcellinus, Agnes, Cäcilia und Felicitas. Nicht alle Heiligen sind eindeutig einer bestimmten Person zuzuordnen; der Name Alexander kam in römischen Märtyrerlisten des 4. Jahrhunderts mindestens dreimal vor.
Vermutlich bekam wie im Communicantes die Namenreihe ihre abschließende Ausformung durch Papst Gregor den Großen gegen Ende des 6. Jahrhunderts. Wie dort die biblische Zwölfzahl war nun die heilige Zahl Sieben das Gestaltungsprinzip. An der Spitze steht mit Johannes dem Täufer eine überragende Person, und es folgen sieben männliche und sieben weibliche Heilige. Die hierarchische Ordnung wird im Gegensatz zu der Liste vor der Wandlung nur noch mehr oder weniger durchgehalten: Unter den Männern werden zuerst der Erzmärtyrer genannt, dann erst die als Apostel verehrten, dann Bischof Ignatius, dann Alexander, der Überlieferung nach Bischof oder Priester (der bisweilen jedoch auch mit dem gleichnamigen Papst, der Tradition zufolge immerhin ein Märtyrer, assoziiert wird und dann auf einen Bischof folgen würde); es folgen die Kleriker. Die Aufzählung der weiblichen Heiligen, ausnahmslos Märtyrinnen und von Perpetua abgesehen Jungfrauen, beginnt mit zwei Afrikanerinnen, von denen die Sklavin zuerst genannt wird, es folgen zwei Sizilianerinnen, die beiden Römerinnen und Anastasia aus dem Osten. Im Mittelalter gab es vorübergehend Erweiterungen der Liste, aber nicht im selben Umfang wie beim Communicantes.:314–319
Die Gesamtzahl der Heiligen summierte sich bis zur Einfügung des hl. Josephs zur heiligen Zahl Vierzig.